# Lista över fornlämningar i Hudiksvalls kommun (Hudiksvall)
Lista över fornlämningar i Hudiksvalls kommun (Hudiksvall) är en förteckning av ett urval av de fornlämningar som finns i Hudiksvall i Hudiksvalls kommun.
| Namn                               | Lämningstyp             | Tillkomsttid | Historisk indelning     | Plats | Läge                 | ID-nr          | Bild                                 |
| ---------------------------------- | ----------------------- | ------------ | ----------------------- | ----- | -------------------- | -------------- | ------------------------------------ |
| Hudiksvall 4:1                     | Stensättning            |              | Hudiksvall, Hälsingland |       | 61.718636, 17.098908 | 10241300040001 | Ladda upp en bild av detta fornminne |
| Hudiksvall 4:2                     | Stensättning            |              | Hudiksvall, Hälsingland |       | 61.718551, 17.098942 | 10241300040002 | Ladda upp en bild av detta fornminne |
| Hudiksvall 5:1                     | Stensättning            |              | Hudiksvall, Hälsingland |       | 61.728897, 17.127975 | 10241300050001 | Ladda upp en bild av detta fornminne |
| Hudiksvall 8:1                     | Hög                     |              | Hudiksvall, Hälsingland |       | 61.738731, 17.108792 | 10241300080001 | Ladda upp en bild av detta fornminne |
| Hudiksvall 9:1                     | Gravfält                |              | Hudiksvall, Hälsingland |       | 61.742404, 17.119103 | 10241300090001 | Ladda upp en bild av detta fornminne |
| Hudiksvall 10:1                    | Stensättning            |              | Hudiksvall, Hälsingland |       | 61.722014, 17.131582 | 10241300100001 | Ladda upp en bild av detta fornminne |
| Hudiksvall 20:1                    | Kyrka/kapell            |              | Hudiksvall, Hälsingland |       | 61.735658, 17.098691 | 10241300200001 | Ladda upp en bild av detta fornminne |
| Hudiksvall 25:1                    | Hög                     |              | Hudiksvall, Hälsingland |       | 61.740209, 17.100289 | 10241300250001 | Ladda upp en bild av detta fornminne |
| Hudiksvall 27:1                    | Fiskeläge               |              | Hudiksvall, Hälsingland |       | 61.562496, 17.293693 | 10241300270001 | Ladda upp en bild av detta fornminne |
| Hudiksvall 34:1                    | Begravningsplats        |              | Hudiksvall, Hälsingland |       | 61.555784, 17.348452 | 10241300340001 | Ladda upp en bild av detta fornminne |
| Hudiksvall 34:2                    | Kyrka/kapell            |              | Hudiksvall, Hälsingland |       | 61.555786, 17.348412 | 10241300340002 | Ladda upp en bild av detta fornminne |
| St Olofs hamn (Hudiksvall 35:1)    | Fiskeläge               |              | Hudiksvall, Hälsingland |       | 61.555200, 17.348930 | 10241300350001 | Ladda upp en bild av detta fornminne |
| Gammelhamn (Hudiksvall 36:1)       | Fiskeläge               |              | Hudiksvall, Hälsingland |       | 61.554113, 17.347013 | 10241300360001 | Ladda upp en bild av detta fornminne |
| Bålsö gammelhamn (Hudiksvall 40:1) | Husgrund, historisk tid |              | Hudiksvall, Hälsingland |       | 61.730106, 17.527350 | 10241300400001 | Ladda upp en bild av detta fornminne |
| Gammelhamn (Hudiksvall 41:1)       | Husgrund, historisk tid |              | Hudiksvall, Hälsingland |       | 61.727918, 17.524272 | 10241300410001 | Ladda upp en bild av detta fornminne |
| Hudiksvall 44:1                    | Stensättning            |              | Hudiksvall, Hälsingland |       | 61.718383, 17.530827 | 10241300440001 | Ladda upp en bild av detta fornminne |
| Hudiksvall 46:1                    | Begravningsplats        |              | Hudiksvall, Hälsingland |       | 61.720885, 17.521970 | 10241300460001 | Ladda upp en bild av detta fornminne |
| Gävlebohamn (Hudiksvall 52:1)      | Fiskeläge               |              | Hudiksvall, Hälsingland |       | 61.544675, 17.462497 | 10241300520001 | Ladda upp en bild av detta fornminne |
| Hälsingtuna 87:1                   | Hög                     |              | Hudiksvall, Hälsingland |       | 61.740746, 17.100094 | 10241400870001 | Ladda upp en bild av detta fornminne |